# Нейла
Нейла (ісп. Neila) — муніципалітет в Іспанії, у складі автономної спільноти Кастилія-і-Леон, у провінції Бургос. Населення — 205 осіб (2010).
Муніципалітет розташований на відстані близько 190 км на північ від Мадрида, 65 км на південний схід від Бургоса.

## Демографія
Динаміка населення (INE ):

## Галерея зображень

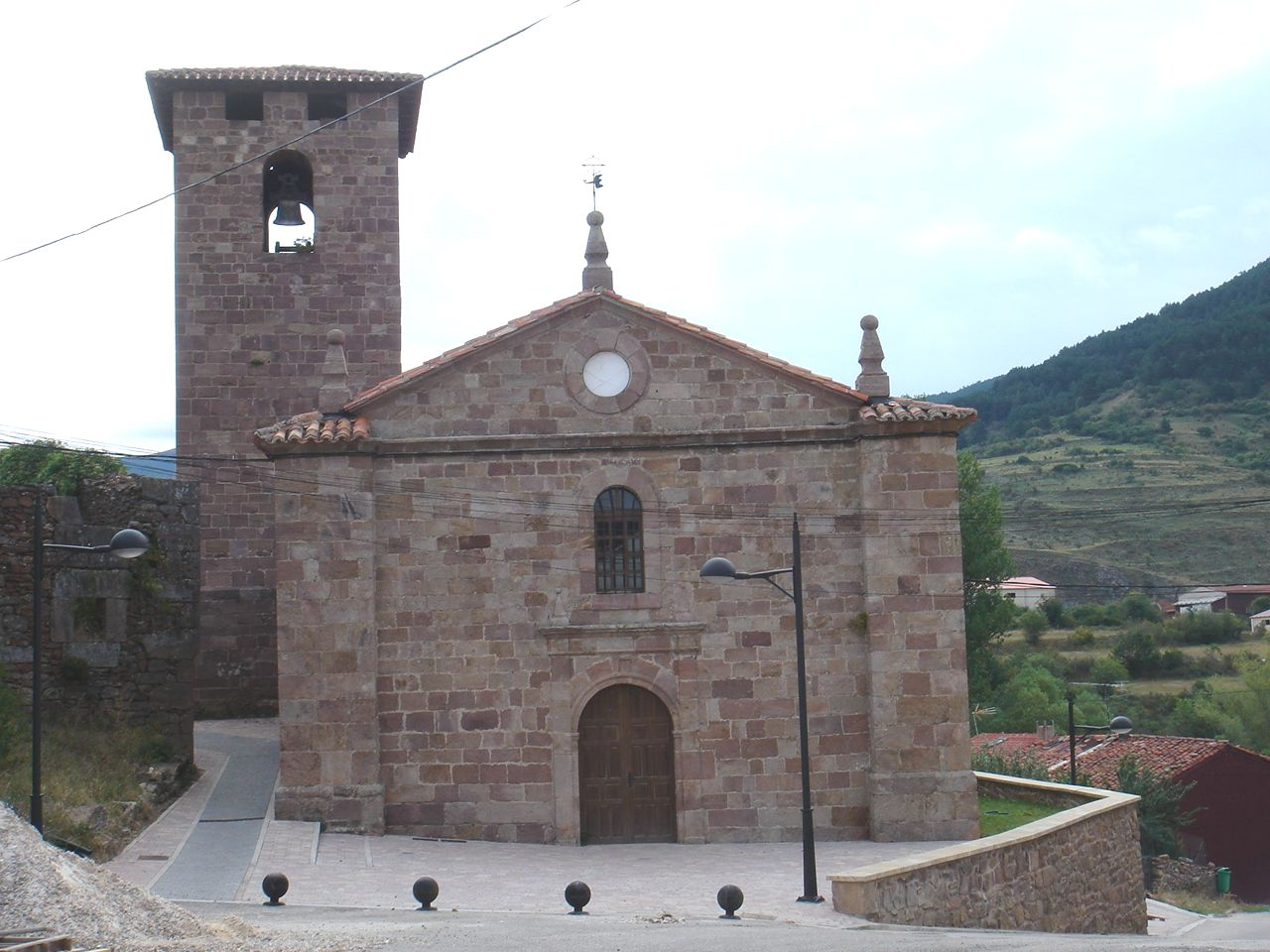
Церква Сан-Мігель